# سیثر
سیثر (به انگلیسی: Seether) یک گروه راک اهل آفریقای جنوبی است که در سال ۱۹۹۹ در پرتوریا، خائوتنگ تأسیس شد. این گروه در ابتدا با نام سارون گس (به انگلیسی: Saron Gas) تا سال ۲۰۰۲ فعالیت می‌کرد، اما پس از آن به ایالات متحده نقل مکان کردند و برای جلوگیری از اشتباه گرفته شدن با ماده شیمیایی کشنده‌ای به نام گاز سارین، نام خود را به سیثر تغییر دادند. شان مورگان، خواننده و گیتاریست اصلی، قدیمی‌ترین عضو گروه است، دیل استوارت، نوازنده گیتار بیس، کمی پس از تشکیل گروه به آنها پیوست و جان هامفری، درامر، برای دومین آلبوم گروه به آنها پیوست. از سال ۲۰۱۸، گروه کوری لاوری، گیتاریست دوم را استخدام کرده‌است. چندین گیتاریست برجسته مانند برادر کوری، کلینت و تروی مک‌لاهورن، با گروه تور برگزار کرده‌اند یا آهنگ ضبط کرده‌اند، با این حال، مورگان بیشتر قطعات گیتار را برای آلبوم‌های گروه ضبط کرده‌است.

## تاریخچه

### سال‌های اولیه (۲۰۰۲ - ۱۹۹۹)
Saron Gas در ژوهانسبورگ آفریقای جنوبی تشکیل شد.این گروه اجراهای اولیه خود را در مهمانی‌ها، کلوپ‌های شبانه، دانشگاه ونوس و دانشگاه کیپ تاون انجام میداده‌است.
Saron Gas اولین آلبومش به نام «شکننده» (Fragile) را در سال ۲۰۰۰، توسط کمپانی ماسکیتر رکوردز در افریقای جنوبی منتشر کرد.به محض اینکه این گروه در جدول خوانندگان آفریقای جنوبی به موفقیت دست یافت، وایند اپ رکوردز به این گروه و آهنگ‌هایش علاقه‌مند شد.این گروه برای اجتناب از اشتباه گرفته شدن نامش با گاز کشنده سارین (fatal sarin gas)، که در جنگ جهانی دوم توسط نیروی‌های ارتش آلمان نازی بکار برده می‌شد، نام خود را به سیثر تغییر داد.

### موفقیت و انتشار آلبوم سوم (۲۰۰۴ - ۲۰۰۲)
بعد از انتشار آلبوم Disclaimer، این گروه برای افزایش فروش آلبوم‌هایش و دست یافتن به شهرت بیشتر راهی یک تور طولانی مدت شد. بمحض تمام شدن تور، این گروه تصمیم گرفت به استودیو برگردد و نسخه دوم آلبوم Disclaimer را ضبط کند.

## اعضای گروه
اعضای فعلی
- شان مورگان - خواننده، گیتار الکتریک (1999 - تاکنون)
- دیل استوارت - گیتار بیس، همخوان (2000 - تاکنون)
- جان همفری - درام (2004 - تاکنون)
- کلینت لووری - گیتار الکتریک، همخوان (2017 - تاکنون)

اعضای سابق
- ژوهان گریلینگ - گیتار لید (1999)
- تایرون موریس - گیتار بیس (1999 - 2000)
- دیوید کوهو - درام، همخوان (1999 - 2002)
- نیک اوشیرو - درام (2002 - 2003)
- پت کالاهان - گیتار الکتریک، گیتار لید (2002 - 2006)
- تروی مک لاوهورن - گیتار لید، همخوان (2008 - 2011)

## ترانه‌‌شناسی

### آلبوم‌های استودیویی
- سلب مسئولیت (۲۰۰۲)
- سلب مسئولیت ۲ (۲۰۰۴)
- کارما و اثر (۲۰۰۵)
- یافتن زیبایی در فضاهای منفی (۲۰۰۷)
- بهتر است سیم‌ها را نگه دارید و رها کنید (۲۰۱۱)
- ایزوله کردن و دارو دادن (۲۰۱۴)
- محله را مسموم کنید (۲۰۱۷)
- سی ویس پیسِم، پارا بلوم (۲۰۲۰)
- سطح خیلی دور به نظر می‌رسد (۲۰۲۴)